# Faridpur (stad in India)
In India bestaan er twee steden in het district Bareilly met de naam Faridpur:

## Nagar panchayat
Faridpur is een nagar panchayat (plaats) in het district Bareilly van de Indiase staat Uttar Pradesh.

### Demografie
Volgens de Indiase volkstelling van 2001 wonen er 6.753 mensen in Faridpur, waarvan 52% mannelijk en 48% vrouwelijk is. De plaats heeft een alfabetiseringsgraad van 26%.

## Stad en gemeente
Faridpur is een stad en gemeente in het district Bareilly van de Indiase staat Uttar Pradesh.

### Demografie
Volgens de Indiase volkstelling van 2001 wonen er 61.026 mensen in Faridpur, waarvan 53% mannelijk en 47% vrouwelijk is. De plaats heeft een alfabetiseringsgraad van 39%.